# Sigela punctata
Sigela punctata är en fjärilsart som beskrevs av George Francis Hampson 1898. Sigela punctata ingår i släktet Sigela och familjen nattflyn. Inga underarter finns listade i Catalogue of Life.